# Стильбум зеленоватый
Стильбум зеленоватый (лат.  Stilbum cyanurum) — вид ос-блестянок из семейства Chrysididae.

## Распространение
Палеарктика. Европа, Азия (Западная, Средняя, Южная и Юго-Восточная), Индонезия, Африка, Австралия и Океания.

## Описание
Длина тела от 7 до 15 мм. Тело металлически блестящее зелёновато-синее. Жало развито. Встречается в степях и полупустынях. Гнездовые паразиты пчёл и ос, например, таких как складчатокрылые осы (Delta и Katamenes), осы-сфециды рода Sceliphron и одиночные пчелы подрода Chalicodoma рода Megachile. Имаго питаются нектаром, в Крыму активны с июня по август.

## Охрана
Вид включён в Красную книгу Крыма. Охраняется в  Карадагском природном заповеднике. Причиной изменения численности является уничтожение участков мест обитания вида (перевыпас, рекреация).

## Синонимы
- Chrysis cyanura Forster, 1771
- Chrysis amethystinum Fabricius, 1775
- Chrysis cyanurum Foerster, 1771
- Stilbum pacificum Linsenmaier, 1951